# Conoderus pubescens
Conoderus pubescens là một loài bọ cánh cứng trong họ Elateridae. Loài này được Laporte miêu tả khoa học năm 1840.